# Jellisonia wisemani
Jellisonia wisemani är en loppart som beskrevs av Eads 1951. Jellisonia wisemani ingår i släktet Jellisonia och familjen fågelloppor. Inga underarter finns listade i Catalogue of Life.